# Barleria argillicola
Barleria argillicola är en akantusväxtart som beskrevs av Anna Amelia Obermeyer. Barleria argillicola ingår i släktet Barleria och familjen akantusväxter. Inga underarter finns listade i Catalogue of Life.